# Kozjatyn
Kozjatyn (in ucraino Козятин?, in russo Казатин?, Kazatin) è una città ucraina (22 241 abitanti), nel distretto di Chmil'nyk, nell'oblast' di Vinnycja. Ospita l'amministrazione della comunità territoriale di Kozjatyn, una delle comunità territoriali dell'Ucraina.
Fino al 18 luglio 2020 Kozjatyn costituiva una città di rilevanza regionale e fungeva da centro amministrativo del distretto di Kozjatyn, sebbene non appartenesse al distretto. Come parte della riforma amministrativa che ha ridotto a sei il numero dei distretti dell'oblast' di Vinnycja, la città fu integrata nel distretto di Chmil'nyk,